# Tomasz Betcher

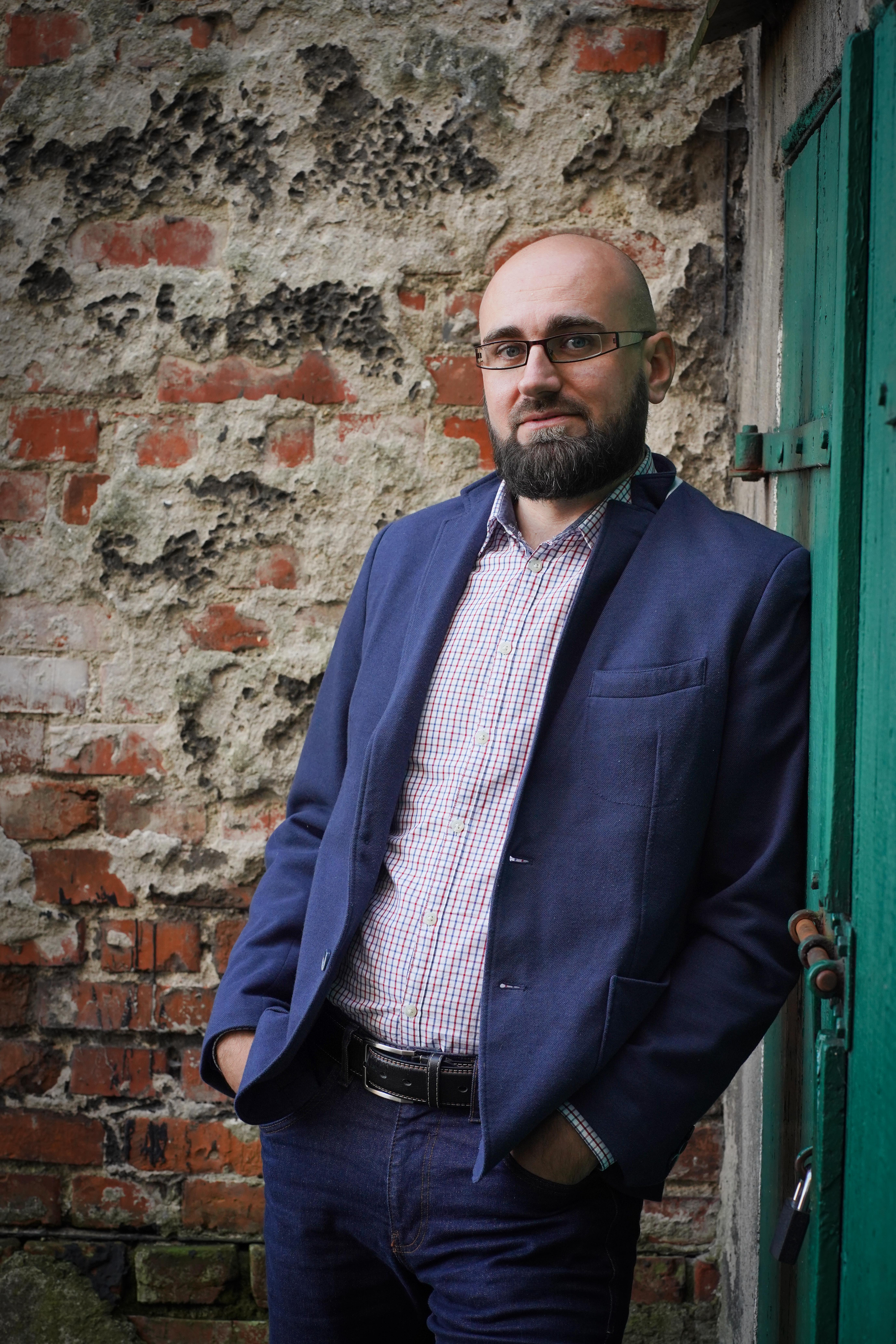
Tomasz Betcher

Tomasz Betcher (ur. 5 czerwca 1981 w Grudziądzu) – polski pedagog, socjoterapeuta i pisarz, autor powieści obyczajowych i opowiadań.

## Życiorys
Urodził się i wychował w Grudziądzu. Absolwent pedagogiki resocjalizacyjnej na Uniwersytecie Kazimierza Wielkiego w Bydgoszczy. W latach 2007–2009 mieszkał w Wielkiej Brytanii. Od 2009 roku mieszka w Gdańsku. Przez wiele lat pracował w placówkach opiekuńczo-wychowawczych w Gdyni i Gdańsku, przez pewien czas pełnił również funkcję kuratora społecznego. Ukończył szkolenie terapii skoncentrowanej na rozwiązaniach (TSR). W 2019 r. debiutował powieścią obyczajową Tam gdzie jesteś.

## Twórczość
W swojej twórczości skupia się na powieściach obyczajowych, a tym, co łączy jego książki są kwestie społeczne, emocje i relacje pomiędzy bohaterami. Wśród poruszanych wątków społecznych znalazły się między innymi: bezdomność, toksyczne małżeństwo, rozwód, utrata bliskiej osoby i trauma (w tym zespół stresu pourazowego). Jest autorem opowiadania "Ostatnia gwiazdka" opublikowanego w antologii świątecznej Wigilijne opowieści oraz finalistą konkursów literackich.

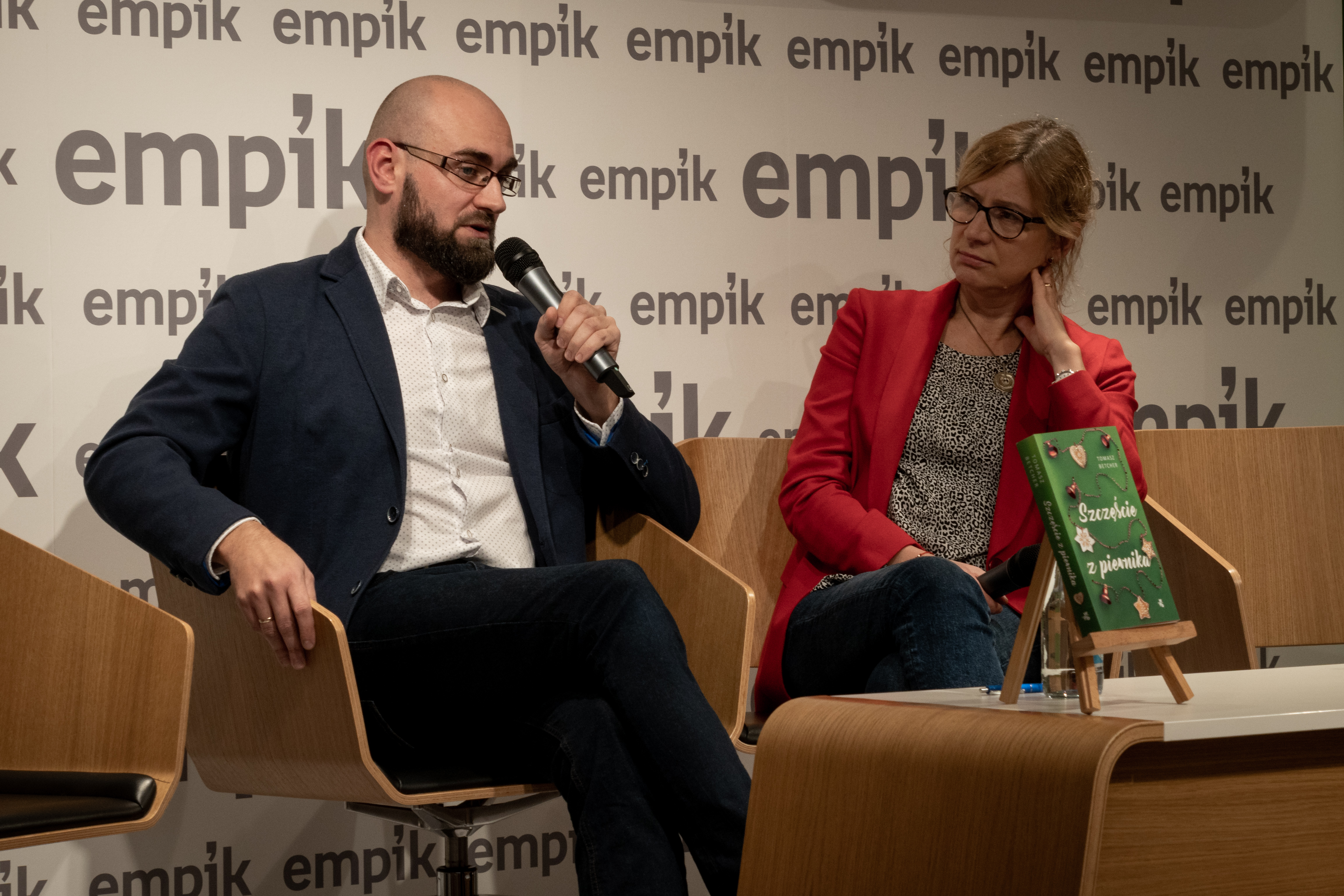
Tomasz Betcher podczas spotkania autorskiego

### Książki[2]
- Tam gdzie jesteś, Wydawnictwo W.A.B., Warszawa 2019, ISBN
- Szczęście z piernika, Wydawnictwo W.A.B., Warszawa 2019
- Szeptun, Wydawnictwo W.A.B., Warszawa 2021
- Żołnierskie serce, Wydawnictwo W.A.B., Warszawa 2021
- Po tamtej stronie chmur, Wydawnictwo W.A.B., Warszawa 2022[3]
- Po tamtej stronie piekła, Wydawnictwo W.A.B., Warszawa 2023
- Ta druga, Wydawnictwo Mięta, Warszawa 2024
- Zaklinacz, Wydawnictwo Mięta, Warszawa 2025

### Opowiadania w antologiach
- Ostatnia gwiazdka, zbiór Wigilijne opowieści, wyd. W.A.B., Warszawa 2020
- Nieszczęścia chodzą trójkami, zbiór Kiciusie, koty, sierściuchy, Wydawnictwo Mięta, Warszawa 2025

## Nagrody i wyróżnienia
- I miejsce w rankingu OpowiemCi 2019 w kategorii debiut[4]
- wyróżnienie w Konkursie Literackim im. Marka Nowakowskiego Nie jesteśmy znikąd
- II miejsce w konkursie literackim Cukierek albo psikus[5]